# Diospyros lotus
Espèce
Classification phylogénétique
Statut de conservation UICN

 LC  : Préoccupation mineure
Diospyros lotus, le plaqueminier lotier, plaqueminier d'Italie, plaqueminier du Levant ou prunier-dattier, est une espèce de plante à fleurs de la famille des Ebenaceae.

## Description
C'est un arbre qui peut mesurer 15 à 30 mètres de haut. Son écorce est striée en vieillissant.
Les feuilles sont alternes, ovales et mesurent de 5 à 15 cm de long sur 3 à 6 de large.
L'arbre donne de minuscules fleurs vertes en juin et Juillet.
Les fruits en forme de grosse cerise, jaunes au début puis bleu-noir à maturité, mesurent de 1 à 2 cm de diamètre. Mûrs, ils sont très astringents mais une fois blets, ils développent un goût sucré et se conservent peu de temps.
C'est le porte greffe usuel du plaqueminier.
C'est une espèce diploide: 2x = 30

## Écologie
L'arbre est originaire d'Asie tempérée : Iran, Turquie, Arménie, Azerbaïjan, Georgie, Tajikistan, Turkmenistan, Ouzbekistan, Chine, Corée, ainsi qu'au Népal et au Pakistan.
L'arbre est cultivé ailleurs dans les régions tempérées.